# Johannes Thoma
Johannes Thoma, bekannt als Eggbauer (* 30. November 1700  in Egg; † 17. Juni 1753 in Temesvar) war ein deutscher Bauer und Salpeterer in der Grafschaft Hauenstein.

## Leben
Thomas Familie saß auf einem Erblehenhof des Damenstifts Säckingen. Zusammen mit Josef Meyer (genannt Tochtermännle weil er einheiratete, bzw. Glasmännle nach seiner Tätigkeit als Glasträger) reiste er mehrfach als Deputierter der Einung nach Wien. Dort gelang es den beiden, den Kaiser Franz I. mehrfach privat zu treffen (zumeist als dieser bei der Jagd weilte) und ihm Denkschriften zu übergeben. Der Kaiser versprach jeweils zu helfen, es geschah jedoch nichts.
Bereits 1730 gelang es Hofrat von Boul durch den Pater Marquard Herrgott die beiden mit Hilfe des Agenten Müller in einer Gastwirtschaft in Tulln ausfindig zu machen. Sie konnten dem Eggbauern durch sein markantes Aussehen gleich habhaft werden, während dem modern gekleideten und wienerisch sprechenden Glasmännlein die Flucht gelang.
1731 erfuhr das Glasmännle von der Abschiebung (Bettlerschub) des Eggbauern und es gelang ihm, ihn in St. Veith zu befreien. Der Eggbauer verblieb darauf in Wien und wartete auf die ersehnte Resolution, wurde jedoch wieder verhaftet. Später versuchte das Glasmännle mit geborgten 1000 Talern (von dem aus Laufenburg stammenden Hofschlosser Scheuble), die Gefangenen in Belgrad und den Eggbauern freizukaufen, was jedoch scheiterte, da der Bestochene mit dem Geld verschwand. Joseph Meyer wurde bald darauf, ebenfalls durch Bestechung, im Kaiserlichen Freihof in der Au festgenommen, wo eigentlich Asyl herrschte. Er kam nach Raab in den Kerker und wurde nach der Geburt von Kaiser Joseph II. amnestiert.
Inzwischen war es dem Eggbauern gelungen, eine Audienz bei Prinz Karl zu erlangen. Er erhielt ein Schreiben, worin jedoch nur unverbindlich erklärt wurde, dass man sich der Sache bald annehmen werde. Nach der dritten Besetzung Freiburgs und des Breisgaus unter Ludwig XV. wurden die Salpeterer aus der Gefangenschaft entlassen, darunter auch der Eggbauer. Er stellte sich an die Spitze der Bewegung und stellte den Hauensteinischen Landfahnen auf. Zudem berief er den sächsischen Offizier in polnischen Diensten, Obristwachtmeister von Lüttichau als General. Nach 16-jähriger Haft war er auf dem Gipfel seiner Macht, die jedoch kurz darauf schon zu Ende war, denn am Pfingstsonntag, dem 6. Juni 1745, wurde Johann Thoma aus Egg in Laufenburg von einem Militärkommando in Gewahrsam genommen. Der Eggbauer saß gerade mit seinen Gefährten, dem Obristleutnant von Lüttichau und dem Advokaten Johann Caspar Berger, beim Essen in einem Gasthaus. Diese wurden ebenfalls verhaftet.
Berger und der Eggbauer wurden nach Innsbruck überführt und im dortigen Gefängnis festgehalten, während von Lüttichau bereits in Tiengen an einer Krankheit verstarb. Am 25. November 1745 wurde der Eggbauer ins Innsbruck zum ersten Mal zu seiner Verhaftung vernommen. Er erklärte, verheiratet zu sein und zwei Kinder, einen Sohn und eine Tochter zu haben, die bey zwanzig Jahre alt seien und sich bei seiner Ehefrau zu Hause in der Wirtschaft befänden. Sein Vermögen schätzte der Eggbauer gegen 30.000 Gulden und bestehen in Gütheren als Acker, Wiesen Waldungen, Vieh u. a. Mobilia.
1750 wurde er zu lebenslanger Zuchthausstrafe verurteilt und zunächst in die Festung Komorn
verbracht. Maria Theresia retournierte das ihr vorgelegte Urteil vor der Unterzeichnung nochmals an die Justiz zur Prüfung, ob in seinem Fall nicht doch die Todesstrafe auszuführen sei, diese lehnte jedoch ab. So verstarb er 1753 im Kerker, der Hof wurde zerstört.

## Des Eggbauern Lied
Aus dem Nachlass Joseph Victor von Scheffel ist ein Lied, betitelt „Des Eggbauern Lied“ überliefert:
Zur Fern hinaus ragt hoch das Haus

des alten Thomas von Egg.

Die Wolken ziehn, die Alpen glühn

herüber zum Thomas von Egg

Im Kriegsruf hell stand als Rebell

der alte Thomas von Egg.

Haus Österreich, wie zwangst du gleich

den alten Thomas von Egg.

Granaten scharf dein Kriegsvolk warf

zum alten Thomas von Egg.

Da brach die Flamm´ das Haus zusamm´

des alten Thomas von Egg

Weit im Banat auf Spruch vom Rat

geführt wurd´ Thomas von Egg.

Im Gartenzaun steht noch ein Baum

des alten Thomas von Egg.

Solange der blüht und Früchte zieht

der Baum des Thomas von Egg.

Blüht Hauensteins Glück! Wer bringt zurück,

den alten Thomas von Egg?